# منتخب كتالونيا لكرة السلة
منتخب كتالونيا لكرة السلة (بالإسبانية: Selección de baloncesto de Cataluña)‏ هو ممثل إسبانيا الرسمي في المنافسات الدولية في كرة السلة . تأسس في العقد 1920.